# Yngre Dryas
Yngre Dryas var en periode mellem år 10.900 og 9.600 f.Kr. Den begyndte kort efter slutningen af den seneste istid, hvor der kom et pludseligt temperaturfald over store dele af kloden. Ordet Dryas kommer af slægtsnavnet for den arktiske plante rypelyng. I hele perioden hørte Danmark til Ahrensburgkulturen (ca. 10.900 – 9.000 f.Kr.), en tundrajægerkultur der i istidens sidste fase udøvedes i den sydlige, isfrie del af Skandinavien. Perioden er sidste del af Ældste stenalder (ca. 12.800 – 8.900 f.Kr.)

## Teorier for opståen
Sandsynligvis opstod Yngre Dryas, da en isbarriere i St. Lawrence–dalen i nutidens Canada brød sammen, og store mængder af iskoldt gletsjervand fra indsøer (Lake Agassiz) løb ud i polarhavet. Vandmasserne nedkølede det cirkulerende vand i Atlanten, og temperaturerne på land sank særligt mærkbart i Amerika, Europa og Afrika. Tilløbet af smeltevand reducerede også saltindholdet (og dermed tætheden) i de nordlige have, så Golfstrømmen svingede sydover. En teori er, at det hænger sammen med en meteorit-eksplosion over Canada for netop 12.900 år siden. Igennem det meste af perioden var Østersø-bassinet opfyldt af den Baltiske Issø.
En alternativ hypotese er at Yngre Dryas startede med et meteornedslag, jvf Younger Dryas Impact Hypothesis. I 2018 blev opdagelsen af et nedslagskrater, Hiawatha-krateret, i Grønland offentliggjort. Det er et krater efter en jernmeteor, der er anslået til 12 milliarder ton, som kan have udløst store klimaændringer.

## Ændring af klima
Mod slutningen af Yngre Dryas steg temperaturen på Grønland i løbet af 10 år hele otte grader. Det svarer til, at Skandinaviens klima i løbet af blot et årti skiftede til et middelhavsklima. Man ved ikke, hvad denne hurtige temperaturstigning skyldes. 
Under Yngre Dryas blev klimaet tørrere i Mellemøsten, og det førte måske til fremvæksten af jordbrug i landsbyer, hvor folk allerede levede stedbundet (se Abu Hureyra). På den måde kan Yngre Dryas have bidraget til den vigtige udvikling mod jordbrug, selv om det først var omkring 8.800 f.Kr., at stærk befolkningsforøgelse i Mellemøsten faldt sammen med overgangen til intensivt jordbrug (den neolitiske revolution).